# برايس ويلسون
برايس ويلسون (بالإنجليزية: Bryce Wilson)‏ هو رابر ومنتج أسطوانات وكاتب أغاني وممثل أمريكي، ولد في 1972 في نيويورك في الولايات المتحدة.

## وصلات خارجية
- برايس ويلسون على موقع IMDb (الإنجليزية)
- برايس ويلسون على موقع ميوزك برينز (الإنجليزية)
- برايس ويلسون على موقع ديسكوغز (الإنجليزية)
- برايس ويلسون على موقع ديسكوغز (الإنجليزية)
- برايس ويلسون على موقع قاعدة بيانات الفيلم (الإنجليزية)